# Jaume Morera i Galícia
Pour les articles homonymes, voir Morera.
Jaume Morera i Galícia, né à Lérida en 1854 et mort à Madrid le 24 avril 1927, est un peintre paysagiste espagnol, qui fut l'un des disciples de Carlos de Haes.
Son œuvre représente les paysages de manière réaliste et est basées sur l'observation directe de la nature. Ses principales toiles correspondent à des paysages de la Sierra de Guadarrama, de certaines mers et falaises de la côte cantabrique, et de paysages européens. Morera a joué un rôle décisif dans la création du musée d'art de Lleida qui porte aujourd'hui son nom, auquel il a apporté une importante collection d'art.

## Biographie
Il se forme à Madrid, à l'Académie de San Fernando et sous les ordres de Carlos de Haes où commence son style plus personnel. Entre avril 1874 et 1877, il fréquente le premier pensionnat organisé par l'Académia Española de Bellas Artes de Rome. Dans le cadre du programme de formation, en 1875, il visite Paris, la Belgique et la Bretagne. Le deuxième voyage du pensionnat, effectué en 1876, le mènera en Égypte et en Grèce.
En 1878, il s'installe définitivement à Madrid, d'où il voyage en Hollande, en Belgique et en France, en tant que disciple de Carlos de Haes. De cette période date l'œuvre Orillas del Waht (Hollande), présentée à l'Exposición Nacional de Bellas Artes de 1878 et à l'Exposition universelle de Paris. Il appartient à un courant paysagiste opposé à l'impressionnisme et au luminisme, partisan de l'expérience directe de la nature et attiré par les paysages nordiques et du Pays basque espagnol, où il va passer également de longues périodes dans sa vila Jardingane d'Algorta (Biscaye).
En 1884 et 1886, il voyage en Normandie, en Bretagne et en Hollande en compagnie de Haes. Les marines de Dunkerque, du Havre et des plages de Villerville intègrent une gamme chromatique d'ocres et de gris aux tons doux, avec des effets de lumière qui donnent au paysage une tonalité mélancolique. Il présenta les œuvres de ce voyage à plusieurs expositions et remporta une médaille de première classe à l'Exposition nationale des beaux-arts (Madrid) en 1892.
À partir de 1890, Morera a commencé une tournée à travers la Sierra de Guadarrama qui aboutit à l'œuvre la plus personnelle de l'artiste.
Morera a visité plusieurs zones de la chaîne de montagnes et a séjourné à Cercedilla. Mais ni à ce stade ni dans la Valle del Paular, plus tard, il n'a trouvé le paysage qu'il avait en tête. Il décide d'interrompre sa campagne durant l'été 1890 et de revenir visiter la Normandie et la Hollande.
Obsédé par le paysage captivant qu'il a vu de la fenêtre de son atelier, il continue à chercher un nouvel emplacement qu'il trouvera à Miraflores de la Sierra, où il a installé son  nouvel atelier et où il a trouvé l'environnement des Picos de la Najarra, des cols de Canencia et de La Morcuera et des montagnes du Hueco de San Blas el Viejo, qui vont lui fournir les scènes qu'il recherchait et pour lesquelles il sera connu.
Le résultat de cette activité fut une série de vingt-trois tableaux qui représentent son œuvre la plus mature et qui connut à l'époque une large diffusion principalement grâce à leur présentation aux expositions nationales espagnoles de 1897, 1901 et 1904 et à d'autres expositions européennes. Il devient le grand diffuseur du thème de la haute montagne en même temps qu'il s'impose comme l'une des références du nouveau paysage réaliste espagnol.
Il a rassemblé les expériences de son séjour et des excursions à travers la Sierra del Guadarrama dans un livre de souvenirs intitulé En la Sierra del Guadarrama. Divagaciones sobre recuerdos de unos años de pintura entre nieves. Cuadros, estudios y dibujos. Ce dernier ne fut publié qu'en 1927. Jaume Morera i Galícia n'en a reçu le premier exemplaire que peu de temps avant sa mort, alors qu'il était déjà très malade et avait perdu la parole. Son ami Antonio Cànovas del Castillo, connu sous le nom artistique de Kaulak, photographe et peintre disciple de Haes, le lui a amené pour qu'il puisse contempler le recueil de l'étape la plus mature de sa vie. Morera prit le livre, l'admira et le serra dans ses bras en se sentant pleinement comblé.
À la suite de l'Exposició d'Artistes Lleidatans (ca) à Lleida en 1912, commence un rapprochement avec sa terre natale - qu'il avait toujours visitée régulièrement - qui aboutira à la création d'un musée pour abriter en permanence son héritage, aujourd'hui Museu d'Art Jaume Morera (ca) dont la base des collections provient de ses œuvres et de celles des peintres de son entourage. Il en confie la direction entre 1917 et 1920 au dessinateur Joaquín Xaudaró.
Il meurt le 23 avril 1927 à son domicile du 65 rue Atocha à Madrid, d'où il est transféré à Getxo pour y être enterré avec les plus grands honneurs par ses amis et les autorités.

## Travaux exceptionnels
- Durant le pensionnat à Rome et les séjours en Europe du nord

|  | Pinos de Frascati 1875 Huile sur toile 61 x 45 cm Musée du Prado                            |
|  | Crepusculo en el lago Trasimeno 1881 Huile sur toile 47 x 74 cm Collection privée (Biscaia) |
|  | Paisaje de Normandia 1884-1890 Huile sur toile 118 × 77 cm Musée d'art Jaume Morera         |

- Sierra de Guadarrama

|  | Peñalara (Sierra de Guadarrama) 1891 Huile sur toile 44,5 x 72,5 cm MNAC                 |
|  | El pintor y su guia 1891-192 Huile sur toile 64 x 82.5 cm Musée d'art Jaume Morera       |
|  | Picos de la Najarra 1891 - 1892 Huile sur toile 61,5 × 102,5 cm Musée d'art Jaume Morera |
|  | Guadarrama. Cabaña 1891-1897 Huile sur toile 42 × 72 cm Musée d'art Jaume Morera         |
|  | Guadarrama 1891-1897 Huile sur toile 62,5 x 103,5 cm Musée d'art Jaume Morera            |

- Autres périodes

|  | Portalon del Monasterio de Piedra 1872-1873 Huile sur toile 22 × 31 cm Musée de Saragosse        |
|  | Esperando la marea, Playa de Arrigunaga 1904 Huile sur toile 43 × 73 cm Musée d'art Jaume Morera |
|  | Jardingane (Algorta) 1912 Huile sur toile 61 × 80 cm Collection privée. Biscaia                  |
|  | LLliris ? Huile sur toile 39,5 × 53,5 cm Collection privée. Biscaia                              |